# 윤승훈 (배우)
윤승훈(1983년 5월 2일 ~ )은 대한민국의 배우이다.

## 출연작

### 영화
- 《품행제로》 (2002년) - 단군파 역
- 《엘콘도파사》 (2007년)
- 《여름이 시키는대로》 (2007년) - 경찰 역
- 《똥파리》 (2009년) - 환규 역
- 《황금시대》 (2009년) - 웨이터 역
- 《포화 속으로》 (2010년) - 창우 역
- 《얼어붙은 땅》 (2010년) - 재운 역
- 《파파》 (2012년) - 양무 역
- 《피를 파는 사나이》 (2012년) - 근만 역
- 《내 일상에는 변화가 없다》 (2012년) - 그 역
- 《사랑해! 진영아》 (2013년) - 남자좀비 역
- 《해무》 (2014년) - 해경 역
- 《거인》 (2014년) - 담임 역
- 《도리화가》 (2015년) - 기생집 양반 역
- 《열린 사회와 그 적들》 (2015년)
- 《아무도 돌아오지 않는 밤》 (2015년)
- 《낙진》 (2017년) - 승훈 역
- 《아웃도어 비긴즈》 (2018년) - 덕근 역
- 《난폭한 기록》 (2019년) - 오길주 역
- 《7월7일》 (2020년) - 만철 역
- 《검객》 (2020년) -  조충 역

### 드라마
- 《블랙》 (OCN, 2017년) - 단호박 역
- 《슬기로운 감빵생활》 (tvN, 2018년)
- 《나도 엄마야》 (SBS, 2018년) - 박창훈 역